# Gare de Jor
Pour un article plus général, voir Chemin de fer Montreux - Oberland Bernois.
La halte de Jor est une halte ferroviaire de Suisse. Elle se situe sur le territoire de la commune de Montreux, dans le canton de Vaud. Elle se situe dans la localité de Jor, d'où son nom.

## Situation ferroviaire
Établie à 1 079,8 mètres d'altitude, la halte de Jor est située au point kilométrique 12,63 de la ligne Montreux – Zweisimmen (no 120). Elle se situe entre la gare des Avants et la halte des Cases. La halte se situe dans la forêt de Jor juste avant le viaduc qui enjambe la Baye de Montreux.

## Service

### Accueil
Il s'agit d'un arrêt sur demande avant le tunnel de Jaman (dans le sens Montreux-Zweisimmen). Il y a une sous-station électrique MOB assurant le courant pour le côté Montreux ainsi que du côté fribourgeois. Pour les intimes, la gare fut surnommée « La Jare de Gor »[réf. nécessaire].

### Desserte
La halte de Jor est desservie par des trains régionaux en provenance et à destination des gares de Montreux et de Zweisimmen.

### Intermodalité
Aucune intermodalité n'est présente à cette station.